# 松野祐太
石橋 ユウタ（いしばし ゆうた、1990年8月14日 - ）は、日本の元俳優。福岡県出身。身長175cm、体重60kg。愛知県立犬山高等学校出身。
オフィスノアール→ジュネス企画に所属していた。

## 来歴
中学の時に文化祭で、演劇の芝居をした事から芸能の夢をみるようになる。
高校わ福岡にある希望が丘高校に進学。後に休学、転校し親の転勤で愛知県内にある犬山高校に在校。10代の頃から様々なアルバイトと学業を両立し再び18歳のときに出身地福岡に帰省する。
20歳のとき、福岡県内にあるモデル事務所に所属し芸能への一歩とし仕事を始める。
後に役者に興味を持ち、福岡では俳優に関わる仕事が少ないと感じ、東京行きを決める。
上京時に芝居のスクール養成所に通うが慣れない環境で3ヶ月で中退、2年間フリーランスで恵比寿にある演技のワークショップで仕事と両立しながら学び芝居の難しさや周りの役者のレベルの高さに圧倒され自身の不甲斐なさを痛感する。そこで出会った役者仲間と学び後に役者への志しを強く思え事務所に所属し本格的に東京での活動開始する。
父親が在日韓国人、母が日本人。

## 受賞歴
2014年、イケメン選抜総選挙5位。

## 趣味
読書、ボルダリング、映画鑑賞、柔道、サッカー、柔軟剤コレクター。
矢口史靖監督の熱烈なファン。中でも好きな映画「ウォーターボーイズ」「スウィングガールズ」を何度も繰り返し観ている。
ジブリ好きでもある。1番を選ぶなら「風の谷ナウシカ」「もののけ姫」。
海外の映画では「レオン」「タイタニック」「スタンドバイミー」が好き。
好きなアーティストはORANGE RANGE、EXILE、ONE OK ROCK、大塚愛、柴咲コウ、HY。

## 出演

### テレビドラマ
- 『海の上の診療所』（2013年、フジテレビ）
- 『鍵のない夢をみる。』（2013年、WOWOW）
- 『戦力外捜査官』（2014年、日本テレビ）
- 『平成猿蟹合戦図』（2014年、WOWOW）
- 『奪い愛、冬』（2017年、テレビ朝日）
- 『PTAグランパ!』（2017年、BSフジ）

### 映画
- 『十秒後ランドスケープ』（2011年、萱野孝幸監督） - 橋本役[1]
- 『ラストコップtheMovie』（2017年、猪股隆一監督）

### CM
- 高橋酒造『白岳 しろ』（2011年）
- 神戸女子大学（2011年）
- Cygames『グランブルーファンタジー』（2017年）

### スチール・広告
- NTTドコモ（2010年）
- KADOKAWA『福岡ウォーカー』（2010年 - 2011年）
- JR九州（2011年）
- 重富荘（2011年）
- リクルート『ゼクシィ』（2011年）
- melon（2011年）

### MV
- ミドリカワ書房『魔法にかけて！』
- ヒステリックパニック『シンデレラシンドローム』